# ベティーズ・ドゥ・カンブレ
ベティーズ・ドゥ・カンブレ（仏: bêtise de Cambrai）は、ミントを混ぜ込んだ、フランスのカンブレーで発祥した飴玉である。菓子職人が誤ってミントを入れてしまったことから偶然に生まれたお菓子だと言われている。